# Raloksyfen
Raloksyfen, raloksifen – organiczny związek chemiczny, selektywny modulator receptora estrogenowego, lek działający agonistycznie na kości i metabolizm cholesterolu oraz antagonistycznie na gruczoł mlekowy i macicę.

## Działanie
U kobiet w wieku pomenopauzalnym hamuje nadmierną resorpcję tkanki kostnej spowodowaną niedoborem estrogenów, zwiększa gęstość tkanki kostnej i zmniejsza wydalanie wapnia z moczem. Wpływa również korzystnie na czynniki ryzyka miażdżycy, poprzez zmniejszenie stężenia cholesterolu całkowitego i frakcji LDL.
W badaniach klinicznych lek powodował zwiększenie gęstości tkanki kostnej górnej nasady kości udowej i kręgosłupa oraz wzrost całkowitej masy mineralnej organizmu o 2%.
Po podaniu doustnym lek jest szybko wchłaniany, biodostępność wynosi około 60%. T0,5 wynosi 27,7 h. Jest wydalany głównie z kałem, większość podanej dawki w ciągu 5 dni.

## Wskazania
Leczenie i zapobieganie osteoporozie u kobiet w wieku pomenopauzalnym. Zmniejsza ryzyko wystąpienia złamań kręgów w przebiegu osteoporozy u kobiet w okresie pomenopauzalnym.